# جيم بيكون
جيم بيكون هو نقابي وسياسي أسترالي، ولد في 15 مايو 1950 في ملبورن في أستراليا، وتوفي في 20 يونيو 2004 في هوبارت في أستراليا بسبب سرطان الرئة. نشط حزبياً في حزب العمال الأسترالي. وقد انتخب مندوب المؤتمر الدستوري الأسترالي 1998 ‏ عن دائرة تاسمانيا وقد انضم خلال فترته النيابية (2 فبراير 1998 – 13 فبراير 1998) للكتلة البرلمانية Tasmanian Government ‏ وانتخب Premier of Tasmania ‏ عن دائرة دنيسون ‏ (14 سبتمبر 1998 – 21 مارس 2004) وانتخب عضو مجلس نواب تسمانيا ‏ عن دائرة دنيسون ‏ (24 فبراير 1996 – 21 مارس 2004).